# Juliet Appiah
Juliet Appiah   (Ghana, 29 de juliol de 1989) és una àrbitre de futbol de futbol d'associació de Ghana a la Premier League de Ghana. És una policia de Ghana i àrbitre de la FIFA. El 2018, es va convertir en la primera persona del Servei de Policia de Ghana a rebre una llicència d'arbitratge de la FIFA.

## Àrbitre
El febrer de 2018, l'⁣Associació de Futbol de Ghana va rebre l'acreditació de la FIFA per a 22 àrbitres ghanesos que havien sol·licitat llicències d'arbitratge internacionals. Juliet Appiah es va convertir en la primera persona policia de Ghana en rebre una insígnia d'arbitratge de la FIFA.
Després d'haver rebut el seu distintiu, es va fer una breu cerimònia a la seu de la policia de Ghana. La presentació va comptar amb una delegació de l'Associació de Futbol de Ghana que va anunciar oficialment que Juliet Appiah havia ascendit a Inspectora General de Policia (IGP). El director tècnic de l'Associació de Futbol de Ghana, Francis Oti Akenteng i la presidenta de la Junta de la Lliga de Dones de Ghana , Linear Addy, van estar presents durant la cerimònia. L'IGP, David Asante-Apeatu, va aconsellar a Juliet Appiah que mantingués el màxim nivell d'integritat dins i fora del camp de futbol.
Juliet Appiah ha arbitrat diversos partits de la segona categoria de la lliga de futbol de Ghana. Ha rebut elogis de diversos executius de l'associació.
Appiah va ser designada pel Comitè de Nomenaments d'Àrbitres de la GFA per arbitrar un partit de la jornada 11 entre Dreams FC i Inter Allies a Dawu. El seu primer partit de la Premier League de Ghana va ser el dimecres 2 de maig de 2018. En general, es va considerar que la seva actuació era mitjana, ja que moltes de les seves decisions durant el partit es van considerar controvertides. En el partit, va sancionar erròniament un penal a l'equip local després que la pilota hagués colpejat la barbeta d'un jugador de l'Inter Aliats.

## Reconeixements
- L'àrbitre més prometedor: premis MTN FA Cup 2015.[4]
- Primera policia dona que arbitra un partit de la Premier League de Ghana.